# Pólux b

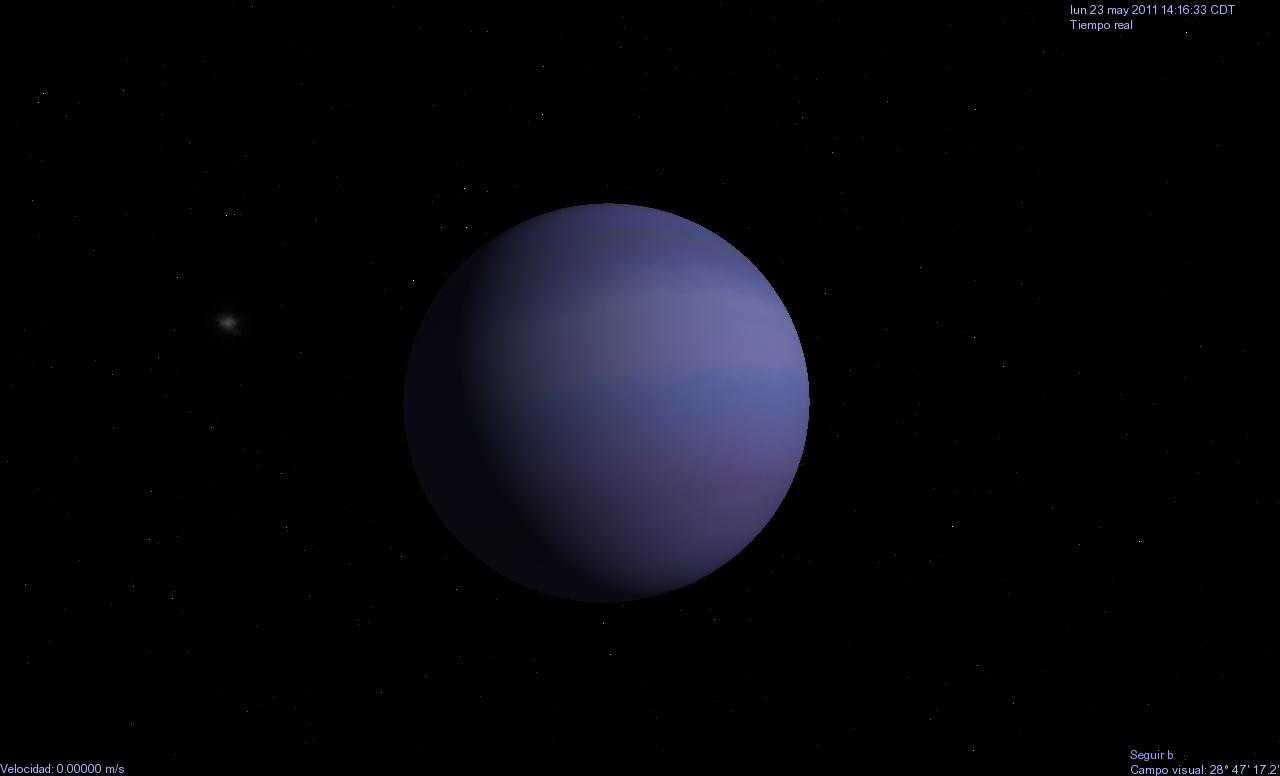
Pólux b

Thestias, también conocido como β Geminorum b (beta Geminorum b, abreviado como β Gem b) y HD 62509 b en la nomenclatura del Catálogo Henry Draper, es un planeta extrasolar alrededor de 34 años luz de distancia en la constelación de Géminis (los Gemelos ). Este planeta fue descubierto orbitando la estrella Pólux (β Geminorum) en 2006. El planeta tiene una masa comparable a los gigantes gaseosos de nuestro sistema solar. Se mueve en torno a Pólux en 1.61 años a una distancia de 1,64 UA en una órbita casi circular. Este planeta se sospechó originalmente en 1993, pero no fue publicada hasta el 16 de junio de 2006.
Pólux es la estrella más brillante a la que se le ha descubierto un planeta extrasolar. Thestias, tiene una masa mínima 2,9 veces mayor que la masa de Júpiter. 
Dada la luminosidad de la estrella central y su distancia a la misma, el planeta recibe 16 veces más radiación que la que recibe la Tierra del Sol.

## Características
- Estrella: Pólux
- Constelación: Geminis
- Periodo de traslación: 1.64 años.
- Periodo de rotación: 38 días

- Datos: Q1205308